# Pădarevo
Pădarevo (bulgariska: Пъдарево) är ett distrikt i Bulgarien.   Det ligger i kommunen Obsjtina Kotel och regionen Sliven, i den östra delen av landet, 270 km öster om huvudstaden Sofia.